# Xantusia arizonae
Xantusia arizonae е вид влечуго от семейство Xantusiidae.

## Разпространение
Видът е разпространен в САЩ.